# Itsjinskaja Sopka
De Itsjinskaja Sopka (Russisch: Ичинская сопка) of Itsjinski (Ичинский) is een stratovulkaan in het centrale deel van het Russische schiereiland Kamtsjatka. De vulkaan steekt als hoogste piek met 3621 meter ver uit boven het Centraal Gebergte, waarbinnen het in de westelijke buitenste bergrug ligt en waarvan het een van de twee actieve vulkanen vormt met de Changar. De Itsjinskaja Sopka vormt met een omvang van 450 km³ ook een van de grootste van het schiereiland.
Aan de top van de vulkaan bevindt zich een caldera met een omvang van 3 bij 5 kilometer, waarin zich twee lavakoepels bevinden, die de hoogste toppen van de vulkaan vormen. De drie toppen zijn bedekt met een omvangrijke firnijskap en verschillende gletsjers dalen af langs de hellingen van de kegel. Op een hoogte van ongeveer 3000 meter worden hete gassen uitgeblazen, afkomstig van voortdurende activiteit van fumarolen en solfataren in de caldera.
Op de flanken van de vulkaan, onder de grens van de caldera, bevinden zich nog een dozijn daciete en ryodaciete lavakoepels (sintelkegels en adventiefkegels). Basaltische en dacitische lavastromen dalen af van de lagere hellingen, soms tot 10 tot 15 kilometer ver.
De laatste grote uitbarsting van de vulkaan vond plaats rond 4500 v. Chr., toen stukken rots en as 15 kilometer de lucht in werden geblazen.